# Исландская хоккейная лига
Исландская хоккейная лига (исл. Íslandsmótið í ísknattsleikur karla)  — национальное соревнование среди мужчин по хоккею с шайбой в Исландии. Лига была образована в 1991 году тремя командами. Игры обычно проходят с сентября/октября по март/апрель. Команды в чемпионате играют очень результативно: даже в самом нерезультативном сезоне (2009/2010) забивали в среднем по 8,28 голов за игру.

## История
В хоккей в Исландии впервые начали играть около 1950 года на озёрах и реках. Но из-за погоды было очень тяжело играть на открытом воздухе (плохое состояние льда зимой, т. к. в Рейкьявике, например, средняя температура января всего лишь −1 °C). В 1987 году была построена первая ледовая арена (открытая), покрываемая искусственным льдом. Вторая была построена через три года. Первая крытая арена сооружена в 1997 году, вторая — в 2000 году.

## Клубы
- «Акюрейри» (SA) или «Викингар» (также в чемпионате иногда участвовала 2-я команда клуба)
- «Бьёрнин» (Рейкьявик)
- «Ётнарнир» (c сезона 2011)
- «Рейкьявик» (SR)
- «Хунар» (c сезона 2012)
- «Эсья» (Рейкьявик)

- «Гуллдренгир» (сезон 2001)
- «Нарфи» (Хрисей) (сезоны 2005, 2006, 2008)

## Победители турнира
| Сезон | Чемпион     |
| ----- | ----------- |
| 1992  | «Акюрейри»  |
| 1993  | «Акюрейри»  |
| 1994  | «Акюрейри»  |
| 1995  | «Акюрейри»  |
| 1996  | «Акюрейри»  |
| 1997  | «Акюрейри»  |
| 1998  | «Акюрейри»  |
| 1999  | «Рейкьявик» |
| 2000  | «Рейкьявик» |
| 2001  | «Акюрейри»  |
| 2002  | «Акюрейри»  |
| 2003  | «Акюрейри»  |
| 2004  | «Акюрейри»  |
| 2005  | «Акюрейри»  |

| Сезон | Чемпион     |
| ----- | ----------- |
| 2006  | «Рейкьявик» |
| 2007  | «Рейкьявик» |
| 2008  | «Акюрейри»  |
| 2009  | «Рейкьявик» |
| 2010  | «Акюрейри»  |
| 2011  | «Акюрейри»  |
| 2012  | «Бьёрнин»   |
| 2013  | «Акюрейри»  |
| 2014  | «Акюрейри»  |
| 2015  | «Акюрейри»  |
| 2016  | «Акюрейри»  |
| 2017  | «Эсья»      |
| 2018  | «Акюрейри»  |
| 2019  | «Акюрейри»  |

|valign="top"|
| Сезон | Чемпион     |
| ----- | ----------- |
| 2021  | «Акюрейри»  |
| 2022  | «Рейкьявик» |
| 2023  | «Рейкьявик» |

|}

### Титулы
| № | Клуб        | Победы |
| - | ----------- | ------ |
| 1 | «Акюрейри»  | 23     |
| 2 | «Рейкьявик» | 7      |
| 3 | «Бьёрнин»   | 1      |
| 3 | «Эсья»      | 1      |

## Статистика и рекорды
После окончания сезона 2010/2011:
- Самый результативный сезон: 1994/1995 (18,14 голов за игру).
- Самый нерезультативный сезон: 2009/2010 (8,28 голов за игру).
- Самая результативная команда: в 8 матчах сезона 1994/1995 «Акюрейри» забил 136 голов (17 за матч).
- Пропустившая меньше всех голов команда: в 20 матчах сезона 2005/2006 «Рейкьявик» пропустил 48 голов (2,4 за матч).
- Худшая команда сезона: в 18 матчах сезона 2007/2008 «Нарфи» пропустил 250 голов (13,89 за матч), забив 26 (1,44 за матч).

Начиная с сезона сезона 2001/2002, когда известны результаты:
- Крупнейшая победа и самый результативный матч: (26.09.2007) «Рейкьявик» - «Нарфи» 27-2